# شهر سوخته
شهر سوخته سیستان (به سیستانی: شَرِ سُخْتَه) نام بقایای دولت‌شهر باستانی ایران‌زمین واقع در شهرستان هامون است. شهر مزبور بر روی آبرفت‌های مصب رودخانۀ هیرمند به دریاچۀ هامون و زمانی در ساحل آن رودخانه بنا شده بود.
 به تشخیص بسیاری از محققان، دورهٔ بنای این شهر بزرگ با دورۀ برنز و تمدن جیرفت هم‌زمان است، اما عزت‌الله نگهبان شهر سوخته را جزو آثار ایلامی برمی‌شمارد. عبدالمجید ارفعی در این باره گفته است که نمی‌داند گِل‌نوشته‌های نیاایلامی (Proto-Elamite) در شهر سوخته پیدا می‌شود یا خیر، اما در این صورت باید فهمید که آیا این‌ها از جنوب غربی ایران به آنجا رفته یا واقعاً آنجا یک مکتب نوشتن پروتو ایلامی بوده‌است. این را شاید حفاری‌ها بهتر مشخص کنند.
کاوش‌های باستان‌شناسی سیدمنصور سیدسجادی سرپرست کاوش‌های شهرسوخته در سال ۱۴۰۰ به یافت لوح حسابداری نیاایلامی (Proto-Elamite) در شهر سوخته انجامید.
در سی‌و‌هشتمین اجلاس یونسکو در تاریخ ۲۲ ژوئن ۲۰۱۴ مطابق با ۱ تیر ۱۳۹۳ شهر سوخته به‌عنوان میراث جهانی یونسکو ثبت شد. این محوطهٔ باستانی هفدهمین اثر تاریخی ایران در فهرست یونسکو محسوب شده و با برخورداری از قدمت ۵۰۰۰ ساله هم‌اکنون به‌عنوان یکی از پیشرفته‌ترین شهرهای باستانی دنیا شناخته می‌شود.

## موقعیت جغرافیایی
این اثر باستانی از حیث تقسیمات کشوری در دهستان لوتک بخش مرکزی شهرستان هامون در ۸ کیلومتری شهر جدید رامشار، فاصلۀ ۱۴ کیلومتری از روستای لوتک و ۳۰ کیلومتری شهر محمدآباد مرکز شهرستان هامون در جادۀ محمدآباد به زاهدان و ۵۰ کیلومتری شهر زابل واقع شده‌است.
گفتنی است شهر سوخته قبلاً در حوزۀ زابل بود که با انتزاع بخش شیب‌آب از شهرستان زابل و ارتقای آن به شهرستان هامون در ۱۷ دی ۱۳۹۱ توسط هیئت وزیران، هم‌اکنون در حوزۀ تقسیمات کشوری در شهرستان هامون واقع است.

## تاریخچۀ آغاز تحقیقات و پیدایش شهر سوخته
شهر سوخته یکی از آثار تاریخی و باستانی عصر برنز و هم‌دوره با تمدن جیرفت در سیستان در ایران به‌شمار می‌آید. شهر در ساحل رودخانۀ هیرمند و دریاچۀ هامون و در کنار جادۀ کنونی زابل بنا شده بوده‌است. کلنل بیت، یکی از مأموران نظامی بریتانیا از نخستین کسانی است که در دورۀ قاجار و پس از بازدید از سیستان به این محوطه اشاره کرده و نخستین کسی است که در خاطراتش این محوطه را شهر سوخته نامیده و تصور کرده است که خاکسترهای بازمانده در اطراف تپه به‌دلیل رخ‌دادن یک آتش‌سوزی است. پس از او سر اورل اشتین با بازدید از این محوطه در ۱۹۳۷، اطلاعات سودمندی در خصوص این محوطه بیان کرده‌است. سپس شهر سوخته توسط باستان‌شناسان ایتالیایی به سرپرستی مارتیسو توزی از سال ۱۳۴۶ تا ۱۳۵۷ مورد بررسی و کاوش قرار گرفت. پس از آن سازمان میراث فرهنگی، صنایع‌دستی و گردشگری سیستان تا به امروز مسئولیت کاوشگری در این تپه را به عهده داشته‌است.
حملهٔ اقوام مهاجم همسایه و تغییر مسیر رودخانۀ هیرمند را ازجمله مهم‌ترین دلایل افول تمدن شهر سوخته ذکر کرده‌اند. برخلاف تصور عام، در واقع در این شهر آتش‌سوزی رخ نداده و  حتی شواهدی بر وجود جنگ‌افزار هم در شهر سوخته یافت نشده است. شهر سوخته یک تمدن وابسته به صنعت بوده؛ بنابراین کوره‌های بسیاری در آن فعال بوده‌اند که خاکستر آن‌ها در اطراف منطقۀ مسکونی، تل‌انبار می‌شده‌است. همچنین در دوران‌های پس از افول تمدن در این منطقه، مردمان کوچ‌رو برای درست‌کردن غذا زمین را می‌شکافتند و آتش روشن می‌کردند. با این شرایط نخستین باستان‌شناسان وقتی از این منطقه بازدید داشتند، مشاهده کردند که یک سطح وسیع خاکستر وجود دارد؛ پس نخستین لقبی که به آن دادند، شهر سوخته بود. آنچه در شهر سوخته موج می‌زند، تخصص، همبستگی، دوستی و صلح بوده و جنگی در کار نبوده‌است و علت نابودی آن تاکنون نامعلوم مانده است.

## جغرافیا و محیط زندگی شهر سوخته
بر مبنای یافته‌های باستان‌شناسان، شهر سوخته ۲۸۰ هکتار وسعت دارد و بقایای آن نشان می‌دهد که این شهر دارای پنج قسمت اساسی بوده که شامل بخش مسکونی واقع در شمال شرقی شهر سوخته؛ بخش‌های مرکزی؛ منطقه صنعتی؛ بناهای یادمانی و گورستان است که به‌صورت تپه‌های متوالی و چسبیده به هم واقع شده‌اند. هشتاد هکتار از شهر سوخته را بخش مسکونی تشکیل می‌داده‌است.
محوطهٔ باستانی شهر سوخته در حدود ۱۸ متر از سطح زمین‌های اطراف ارتفاع دارد.
پژوهش‌ها نشان داده‌است ناحیه‌ای که شهر سوخته بر آن بنا شده بوده برخلاف اکنون که محیط زیستی کاملاً بیابانی دارد و فقط درختان گز در آنجا دیده می‌شود، در پنج هزار سال قبل از میلاد منطقه‌ای سبز و خرم با پوشش گیاهی متنوع و بسیار مطلوب بوده و درختان بید مجنون، افرا و سپیدار فراوانی در آنجا وجود داشته‌است. دریاچۀ هامون در ۳۲۰۰ سال قبل از میلاد دریاچه‌ای بزرگ و پرآب بوده و چندین رودخانۀ دائمی مانند هیرمند آن را تغذیه می‌کرده و هم‌اکنون نیز کم‌وبیش هیرمند و رودخانه‌های دیگر این دریاچه را غالباً به‌صورت فصلی تغذیه می‌کنند؛ ولی افت بیش از اندازۀ آب در این رودخانه‌ها به‌دلیل رعایت‌نشدن پروتکل‌های بین دو کشور همسایه -ایران و افغانستان امروزی- و برداشت بی‌رویۀ آب در درون خاک افغانستان امروزی سبب خشکی دریاچۀ هامون و مناطق اطراف آن شده‌است. در اطراف دریاچۀ هامون، در آن زمان نیزارهای وسیعی وجود داشته‌است. همچنین کاوش‌ها نشان می‌دهند که نهرها و شاخه‌های قوی آبیاری از آن منشعب می‌شده‌است. در بررسی‌های منطقه‌ای در اطراف شهر سوخته بستر نهرها و آبراه‌های گوناگونی پیدا شده که می‌توان گمان برد به مزارع کشاورزی آن شهر آب می‌رسانده‌اند.
رود هیرمند پیش از آنکه در میان شنزارهای سیستان گم شود، در جلگه‌های مجاورش وضعی شبیه به درۀ نیل به‌وجود آورده بود، به این معنی که در مواقع معیّنی به‌دلیل بالاآمدن سطح آب در نتیجۀ جزرومد دریاچۀ هامون، زمین‌های ساحلی آن مشروب و لذا خاک آن حاصلخیز می‌شده‌است. این امر سبب شده بود که شهروندان این ناحیه بتوانند به کار زراعت پرداخته و در توسعۀ شهرنشینی به پیشرفت‌هایی نائل شوند. در آن دوران نیز این منطقه بسیار گرم بوده، اما آب رودخانۀ هیرمند و شاخه‌هایش به‌خوبی زمین‌های کشاورزی شهر سوخته را سیراب می‌کرده‌است.

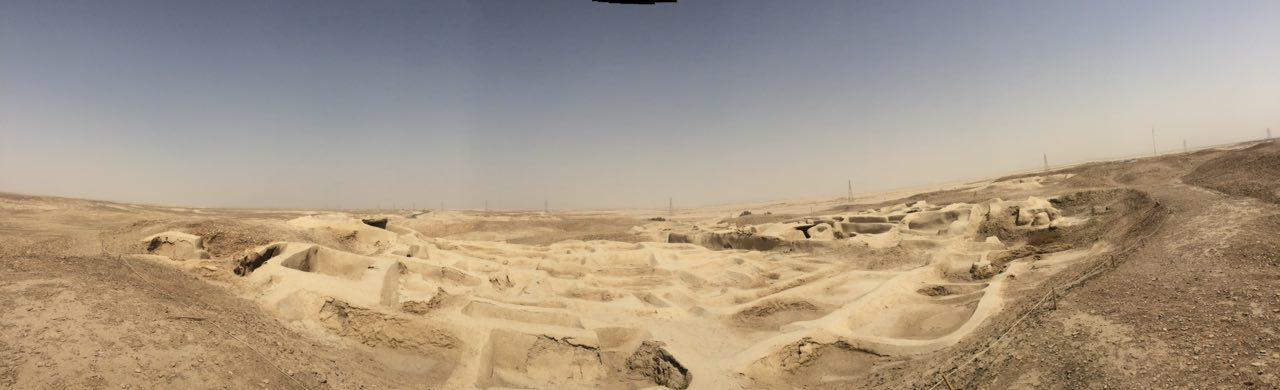
منطقه شرقی مسکونی شهر سوخته

## منطقه گورستان
از سال ۱۳۷۶ تا ۱۳۸۳ تعداد ۱۴ گمانه به مساحت تقریبی ۲۳۰۰ متر مربع در گورستان شهر حفاری شده و در نتیجه ۳۱۰ گور کشف شده‌اند.

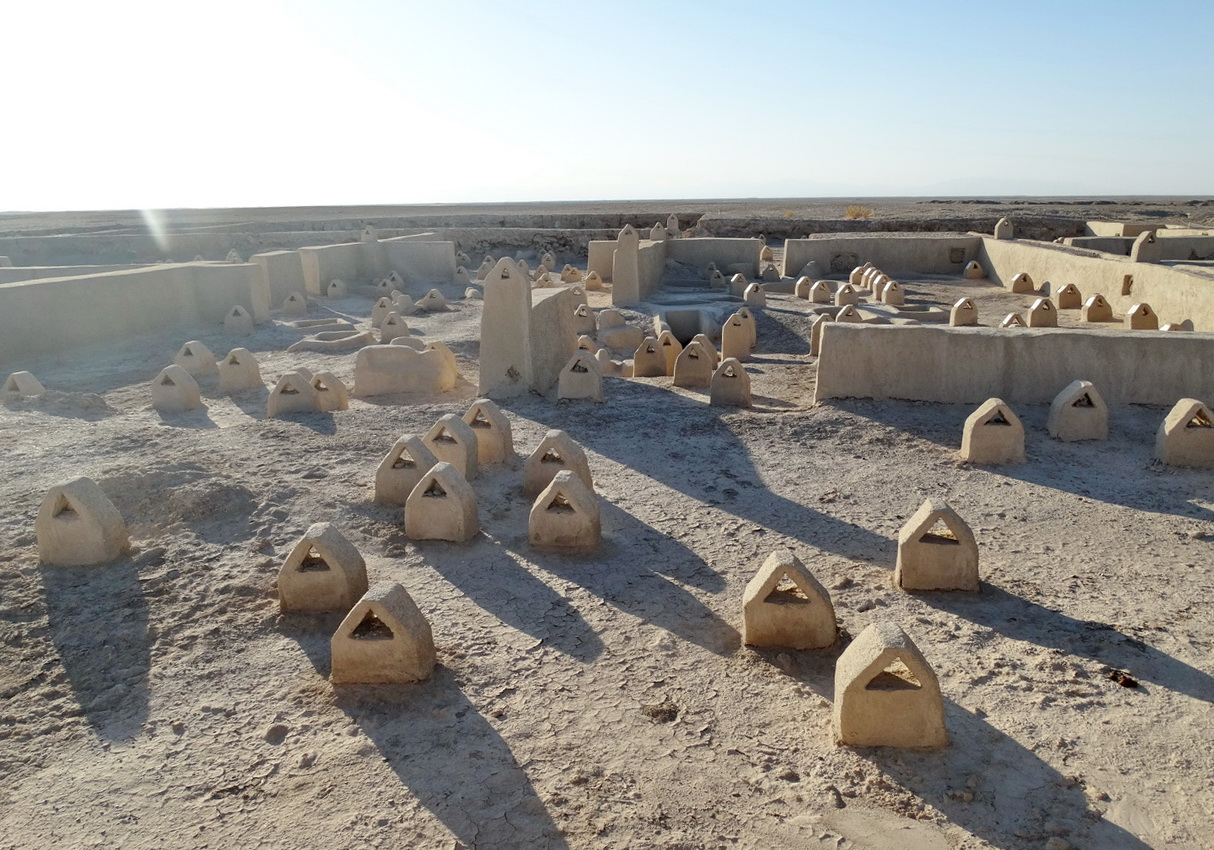
گورستان شهر سوخته

نقش مشهور به نخستین پویانمایی تاریخ بر ظرف سفالین کشف شده از شهر سوخته در منطقه سیستان قدمت: هزارهٔ سوم پیش از میلاد. محل نگهداری: تهران موزه ایران باستان

طی کاوش‌های به‌عمل آمده توسط باستان شناسان، برخی از مردم شهر سوخته را با لباس و پارچه کفنی دفن می‌کرده‌اند. در تعدادی از قبرها، آثار پارچه در روی بدن اجساد مردگان دیده می‌شود.
پارچه‌ها به سه شکل گوناگون در گورها دیده می‌شود:
- به صورت کفن، که مرده‌ها را در آن می‌پیچیده‌اند؛
- به شکل لباس زیرانداز و روانداز؛
- کف گور فرش شده و مرده را با لباس در آن می‌گذاشتند.

اشیاء سفالی اصلی‌ترین موادی هستند که تقریباً در همه گورها وجود دارند در کنار این دسته از اشیاء، هدایای دیگری ساخته شده از سنگ، چوب و پارچه در قبور دیده می‌شود.

## صنعت و پیشه‌ها در شهر سوخته سیستان
شهر سوخته سیستان مرکز بسیاری از فعالیت‌های صنعتی و هنری بوده، در نوبت ششم کاوش در شهر سوخته سیستان نمونه‌های جالب و بدیعی از زیورآلات به دست آمد. در جریان حفاری‌های نوبت‌های گذشته در شهر سوخته سیستان مشخص شد که جهت صنایع ساخت سفال و جواهرات در این منطقه، شهروندان شهر سوخته سیستان از درختان موجود در طبیعت اطراف برای سوخت استفاده می‌کرده‌اند.

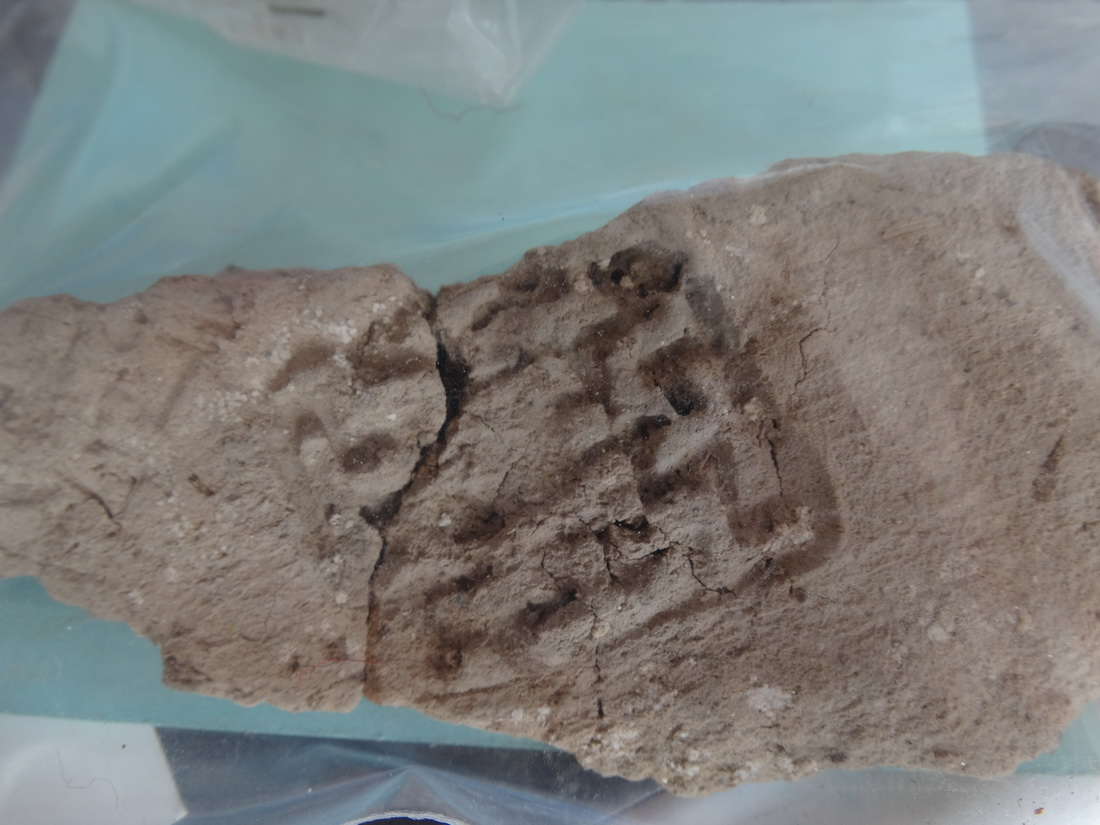
نقش مهر ۵۰۰۰ ساله بر روی گل

باستان شناسان با یافتن مهره‌ها و گردنبندهایی از لاجورد و طلا در یک گور، پس از پژوهش دربارهٔ روش‌های ساخت ورقه‌ها و مفتول‌های طلایی دریافتند که صنعتگران شهر سوخته سیستان با ابزار بسیار ابتدایی در آغاز صفحات طلایی بسیار نازکی به قطر کمتر از یک میلی‌متر تهیه کرده و بعد آن‌ها را به شکل استوانه‌ای لوله نموده و بین استوانه‌های طلا مهره‌های لاجورد قرار می‌داده‌اند.
در شهر سوخته  سیستان انواع سفالینه‌ها و ظروف سنگی، معرق کاری، انواع پارچه و حصیر یافت شده که معرف وجود چندین نوع صنعت، به ویژه صنعت پیشرفته نساجی در آن جاست.
تاکنون ۱۲ نوع بافت پارچه یکرنگ و چند رنگ و قلاب ماهیگیری در شهر سوخته سیستان به دست آمده و تحقیق دربارهٔ اشیاء حصیری مشخص کرده که مردم شهر سوخته سیستان با استفاده از نیزارهای باتلاق‌های اطراف دریاچه هامون سیستان سبد و حصیر می‌بافتند. از این نی‌ها نیز، برای درست کردن سقف ساختمان‌ها استفاده می‌شده‌است. صید ماهی و بافت تورهای ماهیگیری نیز از دیگر پیشه‌های مردمان شهر سوخته سیستان بوده‌است.

## سازماندهی مدنی
شهر سوخته سیستان بدون شک جزو شهرهای بسیار پیشرفته زمان خود بوده‌است. این نکته نه تنها در بقایای آثار معماری و کارهای ظریف دستی و صنعتی دیده می‌شود بلکه در سازمان‌دهی اجتماعی شهر نیز قابل مشاهده‌است.
شهر سوخته سیستان دارای تشکیلات منظم و مرتبی بوده‌است. آثار باقی‌مانده نشان دهنده این امر است که این شهر طی هزاره سوم پیش از میلاد، دارای یک نظام مرتب و منظم آبرسانی و تخلیه فاضلاب بوده‌است. در نخستین مرحله کاوش‌های باستان‌شناسی، در شهر سوخته کوچه‌ها و خانه‌های منظم و لوله‌کشی آب و فاضلاب با لوله‌های سفالی پیدا شده که نشان‌دهنده وجود برنامه‌ریزی مدنی در شهر سوخته سیستان است.

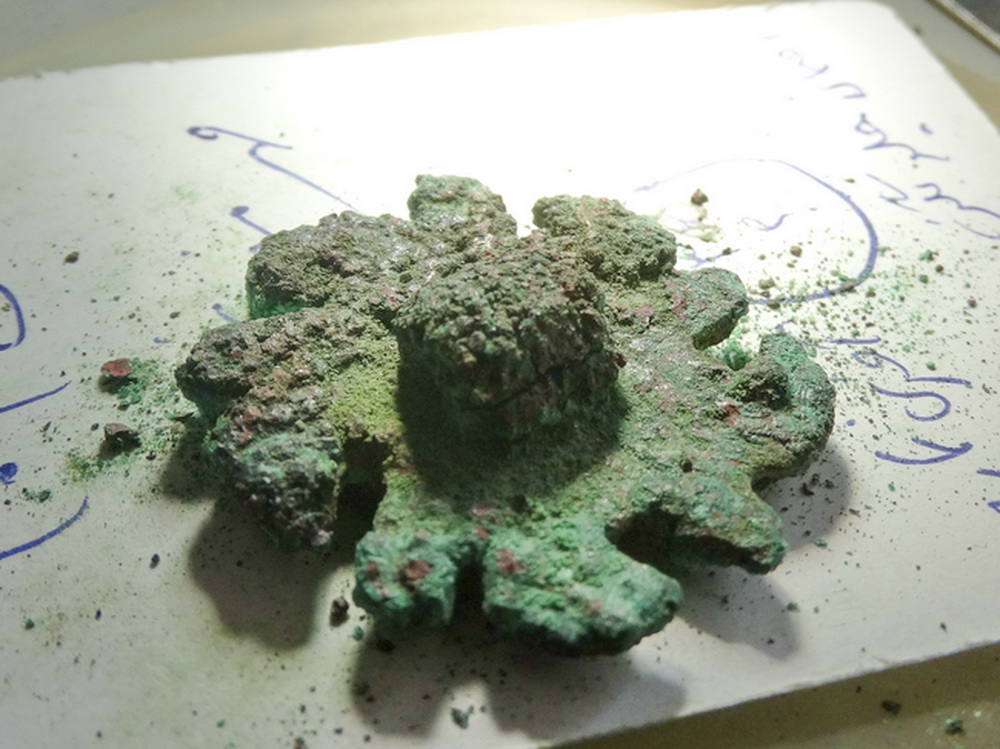
مهر باستانی ۵۰۰۰ ساله شهر سوخته

## تجارت و اقتصاد در شهر سوخته

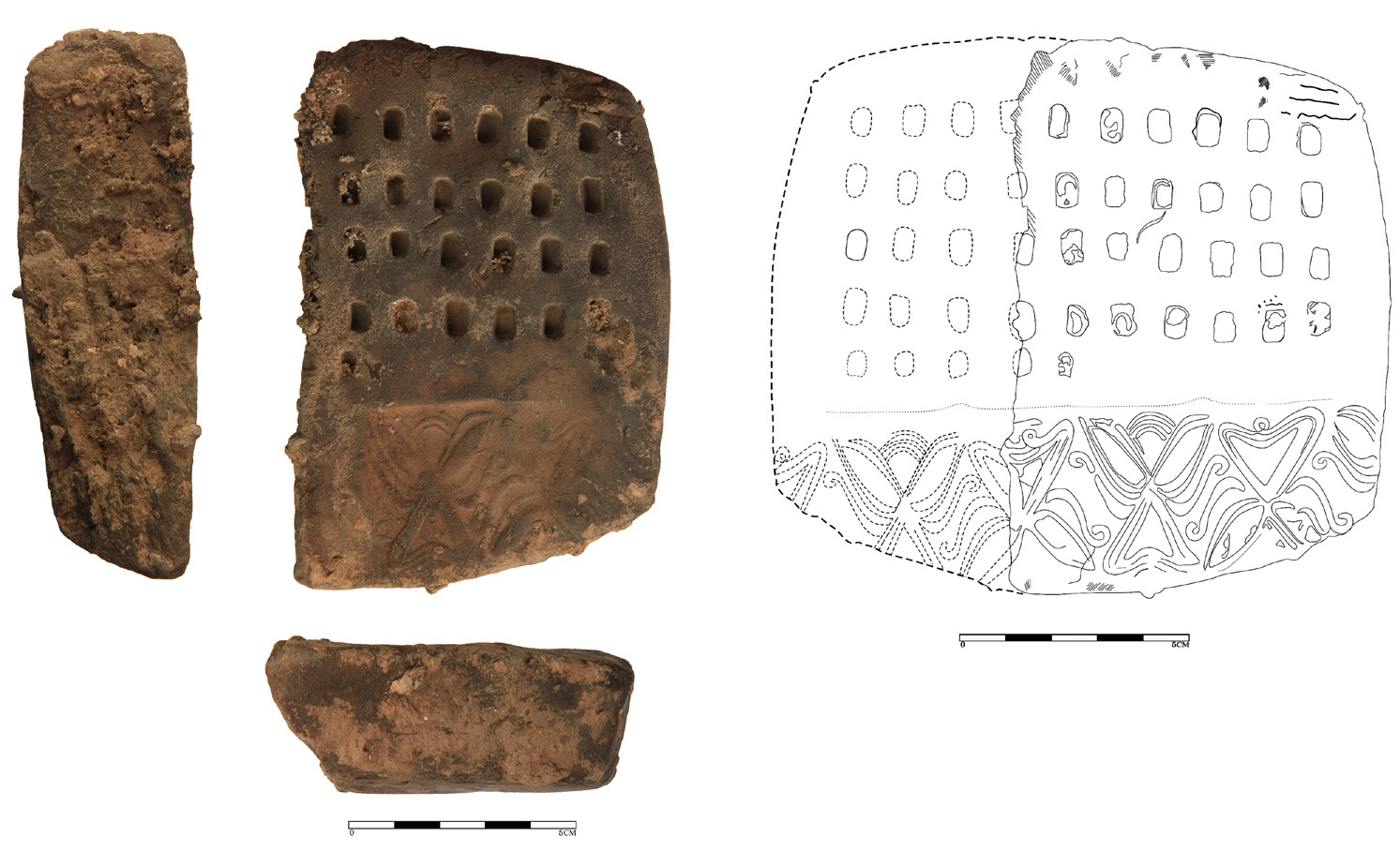
لوح گلی کشف شده که احتمالا وسیله ای برای محاسبات عددی در معاملات تجاری بوده است.

پیدا شدن تنها لوح نوشته دوران آغاز ایلامی این شهر، همراه با آثار مهرها، نشان از ارتباطات تجاری و کنترل اقتصادی منطقه از سوی این جامعه دارد. مردم سیستان در این مدت با مردم ساکن بین دو رود دجله و فرات روابط تجاری داشته و این روابط از راه زمینی و دریایی کنار خلیج فارس انجام می‌گرفت. مردم بین‌النهرین از همین طریق از سنگ لاجورد افغانستان استفاده می‌نموده‌اند؛ ولی تمدن سیستان را نمی‌توان وابسته به تمدن جلگه بین‌النهرین یا مصر دانست زیرا در این مکان خصوصیاتی وجود داشته‌است که آن را کاملاً متمایز می‌نماید.
در واکاوی‌ها به نظر می‌رسید عهده باستان‌شناسان داخلی به تنهایی برنخواهد آمد. به همین منظور بود که در حدود ده نفر از متخصصان مختلف ایتالیایی به محل کاوش آمدند و با میکروسکوپ‌ها و به وسیله تجزیه‌های «رادیو کاربون» مشغول مطالعه زندگی ۵۰۰۰ سال پیش در این مکان گردیدند.
درهمین اوان بود که متخصصان ژاپنی نیز علاقه‌مند به کاوش‌های «شهر سوخته» شدند و زمین‌شناسان و متخصصان «فیزیک هسته‌ای» به همکاری با متخصصان ایتالیایی پرداختند و نمونه‌های به دست آمده را از طریق روش‌های «پالئوماگنتیک» و «اورانیوم۲۳۸» تحت بررسی قرار دادند.
بررسی‌های دانشمندان مزبور نشان داد که به صورت دقیق شهر سوخته در فاصله بین ۲۹۰۰ تا ۱۹۰۰ سال پیش از میلاد مورد سکونت بوده‌است.
هزار سال، نسبت به قدمت بشر، چیز فوق‌العاده‌ای نیست، ولی آنچه که بنظر ما فوق‌العاده می‌آید این است که در عرض مدت هزار سال مردم این ناحیه موفق شده‌اند شهر بزرگ و آبادی به وجود آورند که مردم آن به انواع صنایع دستی پرداخته و حکومت منظمی تشکیل داده بودند و پیرو مذهب واحدی شده روابط تجارتی و فرهنگی گسترده‌ای با نواحی مجاور خود ترتیب داده بودند.
نکته قابل توجه از نظر روشن شدن تاریخ سرزمین ایران این است که آثار مکشوف در «شهر سوخته» نشان می‌دهد که مردم این ناحیه در اوایل استقرارشان، یعنی در حدود ۲۹۰۰ سال پیش از میلاد مسیح روابط بسیار نزدیک با مردم ترکمنستان داشته‌اند و در اواخر دوران وجودشان، یعنی پیش از ۱۹۰۰ سال پیش از میلاد با مردم ساکن در دره پنجاب رابطه بسیار نزدیک پیدا می‌کنند.
برخی معتقدند این‌ها مردمی بودند که در حدود ۲۹۰۰ سال پیش از میلاد از سوی شمال به طرف دهانه رود هیرمند که در نتیجهٔ شرایط بخصوصش برای شهرنشینی مناسب بود سرازیر شده‌اند، و سپس هزار سال بعد، در زمانی که مسیر رود هیرمند تغییر یافت این مردم به طرف دره پنجاب مهاجرت کردند و درآنجا امپراتوری بزرگ «موهنجودارو» و «هاراپا» را تشکیل دادند.
ظروف سفالین «شهر سوخته» با ظروف سفالین مکشوف در دره پنجاب شباهت دارند. نقش خورشید که روی یکی از این سفال‌ها نشان داده شده در روی ظروف سفالین شهداد نیز دیده می‌شود. شباهت این نقوش با نقوش ظروف گلی بین‌النهرین کمتر است. باید بخاطر داشته باشیم که تمدن شهداد نیز درهمین حدود اوایل هزاره سوم پیش از میلاد در نتیجه تغییر مسیر رودخانه ازبین رفت و در آن زمان مردم شهداد بامردم پنجاب روابط نزدیک داشته‌اند.
برای انجام تحقیقات بیشتر، دانشمندان ایتالیایی با باستان‌شناسان شوروی که در ترکمنستان مشغول کاوش بودند تماس گرفتند. تحقیقات دقیق باستان‌شناسان شوروی رابطه مردم شهر سوخته با مردم ترکمنستان دراوایل هزاره سوم پیش از میلاد را تأیید نمود.
وجود تعداد زیاد اشیاء بسیار کوچک که بعضی از آن‌ها بیش از ۲ میلی‌متر در ۲ میلی‌متر عرض و طول ندارند موجب شد ک از یک متخصص «پالئوبوتانیست» نیز کمک خواسته شود. آزمایش‌های میکروسکوپی نشان داد که در این اجتماع ماهی‌ها و پرندگان و خرچنگ‌ها نیز مورد استفاده غذایی بوده‌است. درمیان حیوانات استخوان‌های بز و غزال و گوسفند ۹۹ درصد باقی‌مانده‌های حیوانی در این ناحیه را تشکیل می‌داده‌اند. بین پرندگانی که دراینجا مورد مصرف اهالی بودند مرغ‌های آبی، قرقاول، مرغابی و غاز وجود داشته‌است که بیشتر آن‌ها می‌توانستند اهلی بوده باشند. ضمناً وجود هزاران پیکان سنگی نشان می‌دهد که شکار پرندگان درمیان شهروندان این ناحیه بسیار رواج داشته‌است.
دانشمند پالئوبوتانیست «لورنزوکنستانین» مطالعه این آثار را برعهده گرفت و برای این کار به سیستان آمد و باستان‌شناسان پند فیلسوف جهان کهن «اپیکور» یا «ابیقور» را سرلوحه برنامه خود قرار دادند و آن این بود که «از اشیاء کوچک به حقایق بزرگ دست یابند».
مجموع سطحی که از این نظر باید مورد بررسی قرار گیرد در حدود ۱۰۰ هکتار وسعت دارد. میلیون‌ها آثار بسیار کوچک از استخوان و چوب و صدف و چوب و نظایر آن تحت بررسی دانشمندان ایتالیایی قرار گرفت.
باستان‌شناسان در این مکان آثار دانه‌های گندم و جو و شاهدانه و تخم خربزه و حتی انگور نیز پیدا کردند. این امر برای دانشمندان باستان‌شناس مسلم گردید که پرندگان و حیواناتی که آثارشان در شهر سوخته به دست آمده درحال حاضر دیگر در این مکان زندگی نمی‌کنند.
اشیاء دیگری که ساخت دست انسان بوده‌است و از جنس فیروزه یا سنگ لاجورد است در شهر سوخته به دست آمده‌است.
کاوش کنندگان فکر می‌کنند که وسعت این شهر به ۷۰ هکتار می‌رسیده‌است. در طرف جنوب و مغرب آن مردگان بخاک سپرده شده‌اند. با تخمینی که زده شده احتمال دارد که در حدود ۲۱۰۰۰ قبر در این ناحیه وجود داشته باشد. با کمک متخصصان «پالئوپاتولوژیست» و «آنتروپولوژیست» بسیاری از مطالب مربوط به زندگی در این ناحیه با مطالعه اسکلت‌ها روشن شد. به این وسیله توانستند بفهمند صاحبان این قبرها تقریباً ازچه گروه نژادی بوده‌اند. سن مردگان در قبرهایی که شکافته شد نیز تشخیص داده شد و نسبت تعداد مردان به زنان و کودکان معین گردید. پروفسور «توچی» تصمیم دارد از متخصصان دیگری نیز کمک بخواهد که با معاینه استخوان ساق پاها بتوانند گروه خونی این مردگان را مشخص نمایند؛ مثلاً معلوم شد در زمان معینی یک مرض مسری موجب مرگ تعداد زیادی کودکان و نوجوانان شده و آن‌ها را بخاک سپرده‌اند. استخوان جنینی را درشکم مادرش که حامله بوده و مرده‌است تشخیص دادند. این نوع تحقیقات در مورد مردگان ممکن است نتایج بسیار جالبی دربرداشته و در علم باستان‌شناسی تازگی دارد. بنابر تخمینی که زده‌اند در قبرستانی که مورد تحقیق قرار گرفته ۵۵ درصد از ۶۰ اسکلتی که بیرون آمده کودکان کمتر از نه سال بوده‌اند، یک اسکلت از مرد ۲۰ ساله بوده، یک کودک پنج‌ساله بخاک سپرده شده و دریک گور دونفر قرار داده شده‌اند.
نقوش بالا به‌احتمال قوی نشانه‌ای از خورشید، یا مفهوم دیگری است که اکنون برما پوشیده‌است. نقش خورشید به صورت صلیب در بسیاری از نقاط فلات ایران دیده می‌شود و احتمالاً مربوط به پرستش خورشید در آن زمان‌های کهن می‌باشد.
تحقیقات باستان‌شناسان نیز نشان داده‌است که تعداد زیادی از شهروندان شهر سوخته به کارهایی اشتغال داشته‌اند که مربوط به قوت و غذا نبوده‌است. صنعت کوزه‌گری، حصیربافی، سنگ‌تراشی و تهیه جواهرات و زینت‌آلات از سنگ لاجورد یا فیروزه عده‌ای از صنعتگران شهر سوخته را به خود مشغول می‌ساخته‌است.

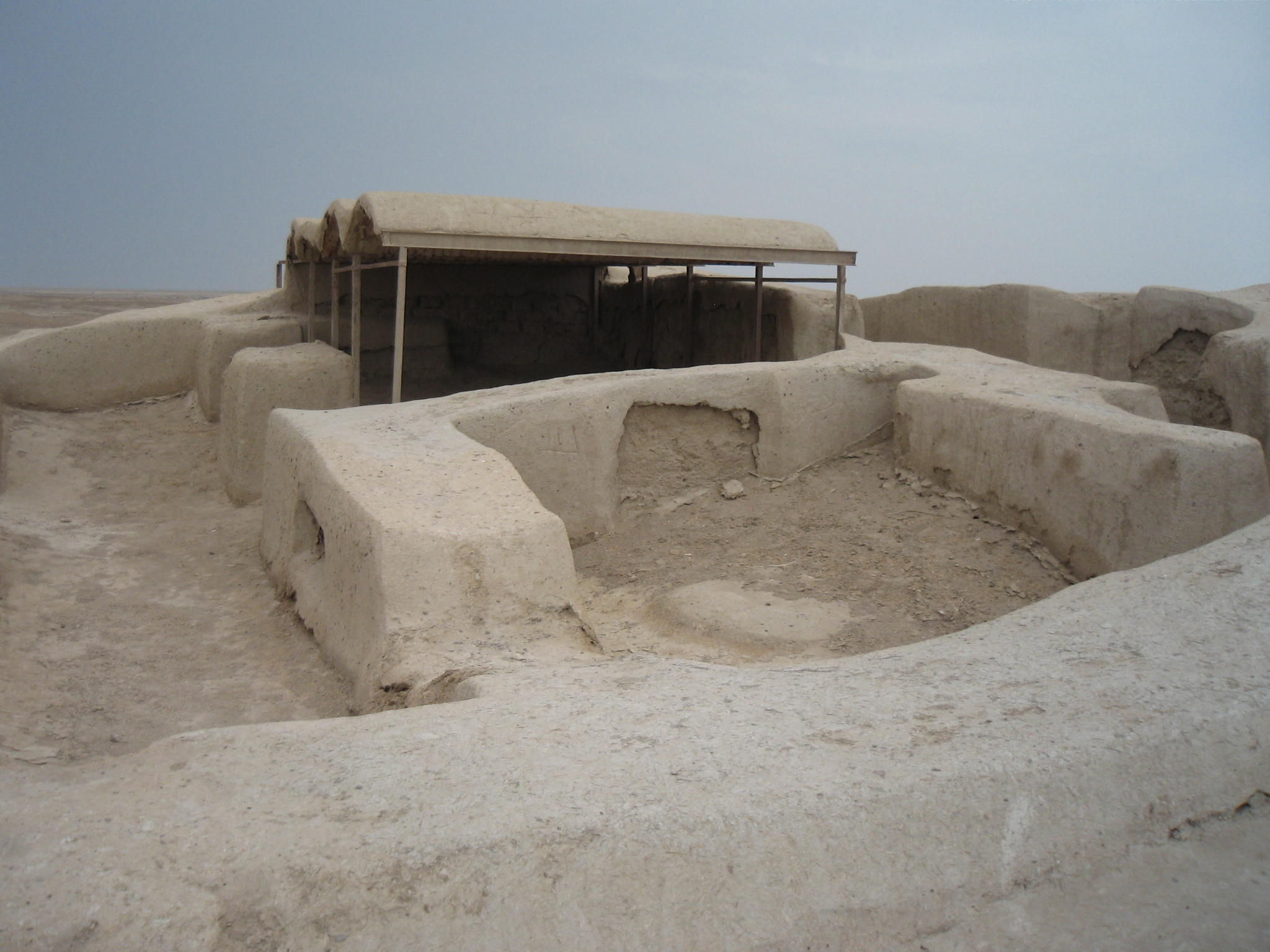
نمایی از آهنگری

پژوهش‌های باستان‌شناسان در ناحیه سیستان راه تازه‌ای برای بازسازی کردن زندگی مردم پیش از تاریخ فلات ایران بازنموده است. برای آنان مهم نیست که اشیاء گوناگونی را که از نظر هنری ارزشی دارد از زیر خاک بیرون آورده در موزه‌ها قرار دهند. آن‌ها می‌خواهند به‌وسیله میکروسکوپ، تجزیه‌های مختلف از طریق رادیو کاربون، و مطالعه دقیق با روش‌های بسیار جدید روی آثار ناچیز مانند ریزه‌های استخوان‌های پرندگان یا باقی‌مانده حبوبات و چوب و غیره زندگی مردم آن ناحیه را در آن روزهای بسیار کهن معرفی نمایند.
این نکته قابل توجه‌است که شهر سوخته تنها نقطه از ناحیه جنوب ایران نبوده‌است که در هزاره چهارم از میلاد به درجه نسبتاً بلندی از تمدن رسیده بوده‌است.
این‌ها شاید علامت‌هایی باشند که برای مردم آنروز مفهوم مشخصی داشته‌اند و در واقع بتوانند به صورت مراحل اولیه «خط» معرفی گردند.
در مجاورت نزدیک یا دور از شهر سوخته در نقاطی مانند «تپه یحیی» و «تل‌ابلیس» و بم و شهداد کاوش‌هایی انجام گرفته‌است که حاکی از وجود تمدن پیشرفته‌ای در ناحیه وسیع جنوب ایران و سواحل فارس بوده‌است.
در یک تقسیم‌بندی کلی، اشیاء پیدا شده را می‌توان به گروهای زیر تقسیم کرد:
- اشیاء زینتی
- اشیاء آیینی
- اشیاء مربوط به پیشه‌ها
- اشیاء مورد استفاده در زندگانی روزمره
- مواد غذایی

## کشفیات
- چشم مصنوعی

برای نخستین بار در شهر سوخته یک چشم مصنوعی پیدا شد. مطالعات اولیه نشان داده‌اند که چشم چپ زن تنومند مدفون در قبر شماره ۶۷۰۵ مصنوعی بوده‌است. همین مطالعات نشان می‌دهند که زیر طاق ابروی زن مذکور آثار آبسه دیده می‌شود. به علت طول زمان زیادی که بخش زیرین این چشم مصنوعی با پلک چشم در تماس بوده‌است آثار ارگانیکی پلک چشم نیز در روی آن مشهود است. جنس و ماده‌ای که چشم مذکور با آن ساخته شده‌است هنوز به دقت روشن نشده و تشخیص آن به آزمایش‌های بعدی موکول شده‌است اما به نظر می‌رسد که چشم مزبور از جنس غیرطبیعی که با نوعی چربی جانوری مخلوط شده‌است ساخته شده‌است. در روی این چشم مصنوعی ریزترین مویرگ‌های داخل کره چشم توسط مفتول‌های طلایی به قطر کمتر از نیم میلی‌متر طراحی شده‌اند مردمک چشم در وسط طراحی شده و جز از آن تعدادی خطوط موازی که تقریباً یک لوزی را تشکیل می‌دهند در پیرامون مردمک دیده می‌شود از دو سوراخ جانبی واقع در دو سوی این چشم مصنوعی جهت نگهداری و اتصال آن به حدقه چشم استفاده می‌شده‌است. بررسی‌های انسان شناسانه نشان داده که به احتمال بسیار زیاد زن مزبور دارای سنی بین ۲۵ تا ۳۰ سال بوده و دو رگه (سیاه و سفید) بوده‌است.  اشیاء پیدا شده در این قبر دو قسمتی عبارت بوده‌اند از ظرف‌های سفالی، مهرهای تزیینی، یک کیسه چرمی و یک آینه مفرغی. قدمت این قبر و چشم مصنوعی به حدود ۲۸۰۰ سال پیش از میلاد و ۴۸۰۰ سال پیش از این می‌رسد. مطالعه جهت دستیابی به اطلاعات بیشتر در این مورد چشم و اسکلت ادامه دارد. گزارش شده‌است که زنی که در شهر سوخته دارای چشم مصنوعی بوده‌است قدی برابر با ۱۸۰ سانتی‌متر داشته‌است که با میانگین قد اهالی خود شهر سوخته تفاوت آشکاری دارد. مردم شهر سوخته قد و قامت متوسطی داشته‌اند به‌طوری‌که میانگین قد خانم‌ها ۱۶۰ تا ۱۶۵ سانتیمتر و میانگین قد آقایان ۱۶۵ تا ۱۷۰ سانتیمتر بوده‌است، اما زن صاحب چشم مصنوعی استثنا محسوب می‌شده چراکه قامت او از ۱۷۶ تا ۱۸۰ سانتی‌متر تخمین زده می‌شود و احتمالاً مهاجری از دوردست آمده به تمدن شهر سوخته بوده‌است.
- تخته نرد

کشف بازی‌ای شبیه به تخته بازی یکی دیگر از شگفتی‌های این شهر است۔ بازی شهر سوخته قدیمی‌ترین مجموعه بازی کامل یافت‌شده جهان است که قدمتی ۴۶۰۰ یا حتی ۴۷۰۰ ساله دارد که ثابت می‌کند از بازی سلطنتی اور در میان‌رودان در کشور کنونی عراق قدیمی‌تر، کامل‌تکشورر و فکری‌تر است، به این علت که اولین نمونه بازی ۲۰ مربع است۔ این موضوع آن را به منبعی ارزشمند برای درک تاریخچه و تکامل بازی‌های رومیزی تبدیل می‌کند و این پتانسیل را دارد که تاریخ بازی‌های رومیزی را تغییر دهد۔ بازی شهر سوخته شامل ۲۷ مهره و ۴ تاس متفاوت است۔برای اولین بار، صفحه بازی با قوانین باستانی رمز گشایی و بازسازی شد که احتمالاً در آن دوران بازی می‌شده است۔
- ساخت انیمیشن

در شهر سوخته جامی سفالی پیدا شده است، که بزی روی جام کشیده شده و به مرور به گیاه نزدیک‌تر می‌شود. چیزی که این جام را منحصر به فرد می‌کند این است که بز در فریم‌های متصل به هم، به گیاه نزدیک شده و به آن می‌رسد، درست مانند همان چیزی که در انیمیشن‌ها می‌بینیم. 

انیمیشن بر اساس نقش سفالینهٔ شهر سوخته

انیمیشن‌ها هم از همین تکنیک استفاده می‌کردند، مجموعه‌ای از فریم‌ها که به سرعت به دنبال هم می‌آیند. این جام در موزه ایران باستان در تهران نگهداری می‌شود.
- جراحی مغز

در یکی از گورهای شهر سوخته، اسکلت دختر نوجوانی پیدا شد که روی جمجمه‌اش آثار جراحی مغز بود. در مورد این جراحی نظریه‌های متفاوتی وجود دارد. آنچه مشخص است، حجم جمجمه این دختر نسبت به سایر زنان و دخترانی که در شهر سوخته پیدا شدند، بزرگ‌تر است. به همین دلیل محققین معتقدند که این دختر از هیدروسفالی رنج می‌برده است.این دخترِ سیزده ساله، تا چند ماه پس از جراحی زنده مانده است چرا که آثار ترمیم در استخوان مشاهده شده است. علت مرگ این دختر مشخص نیست، اما او را در گوری دسته‌جمعی همراه با ۱۳ اسکلت دیگر پیدا کرده‌اند.

## نگارخانه

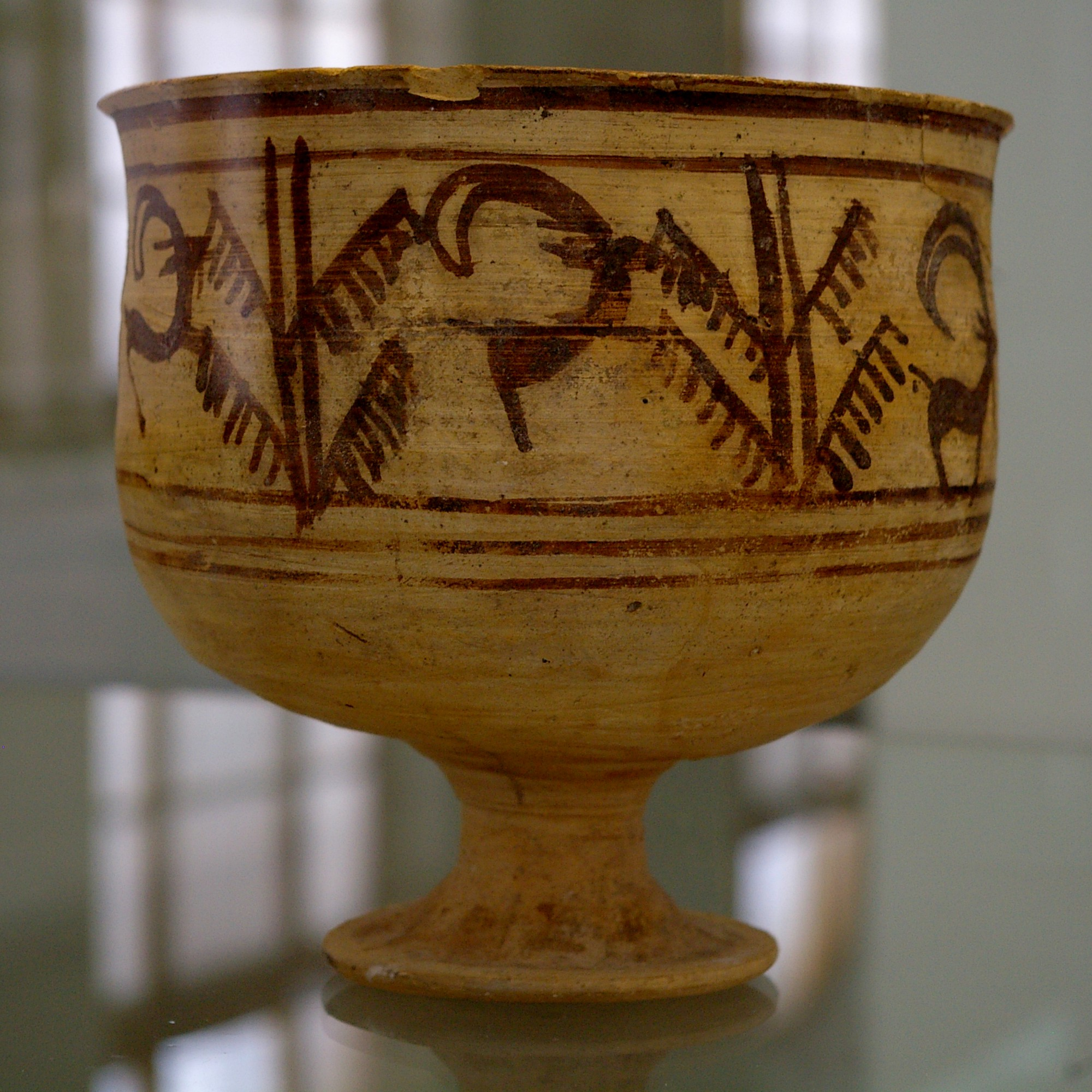
ظرف سفالی با نقش مشهور به نخستین پویانمایی تاریخ، محل نگهداری: موزه ایران باستان
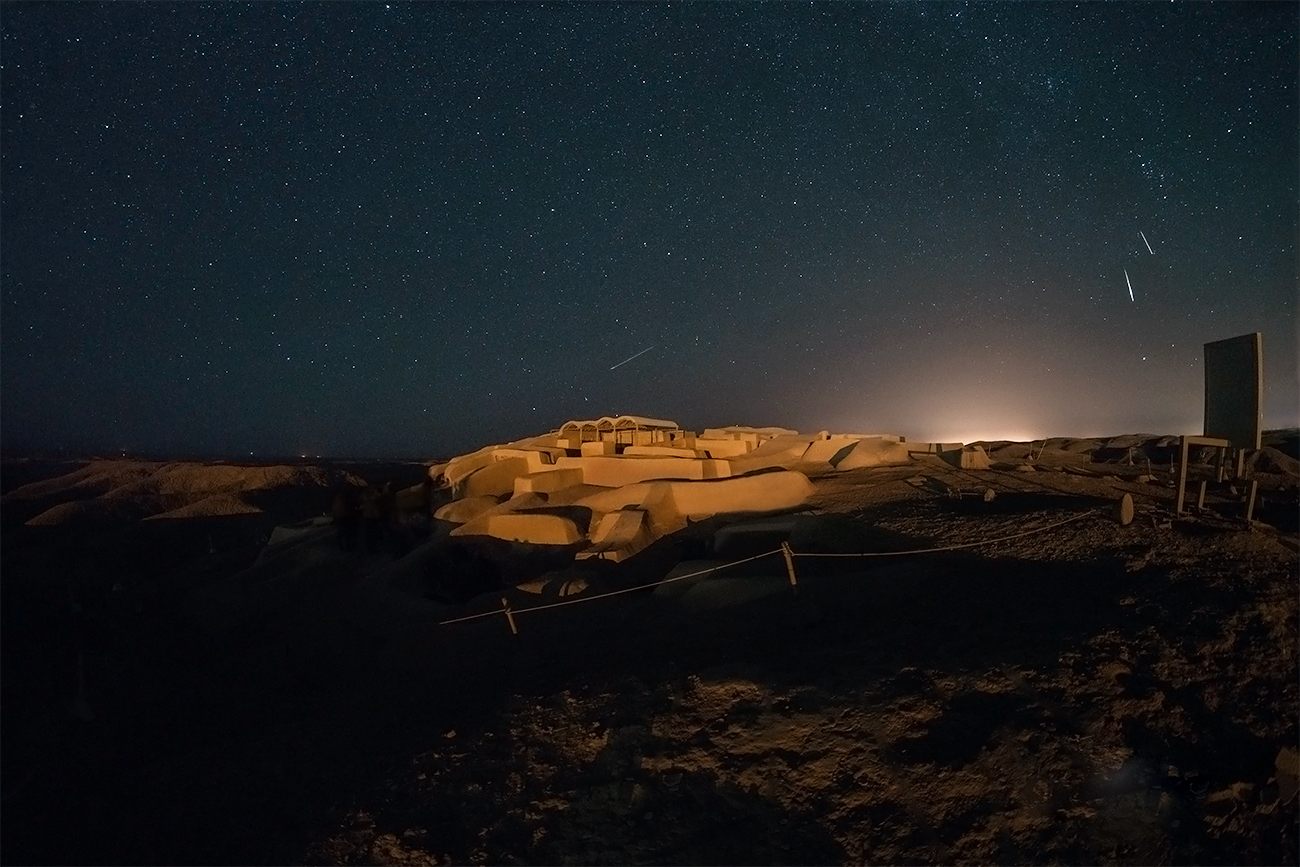
نمایی از تپه باستانی شهر سوخته
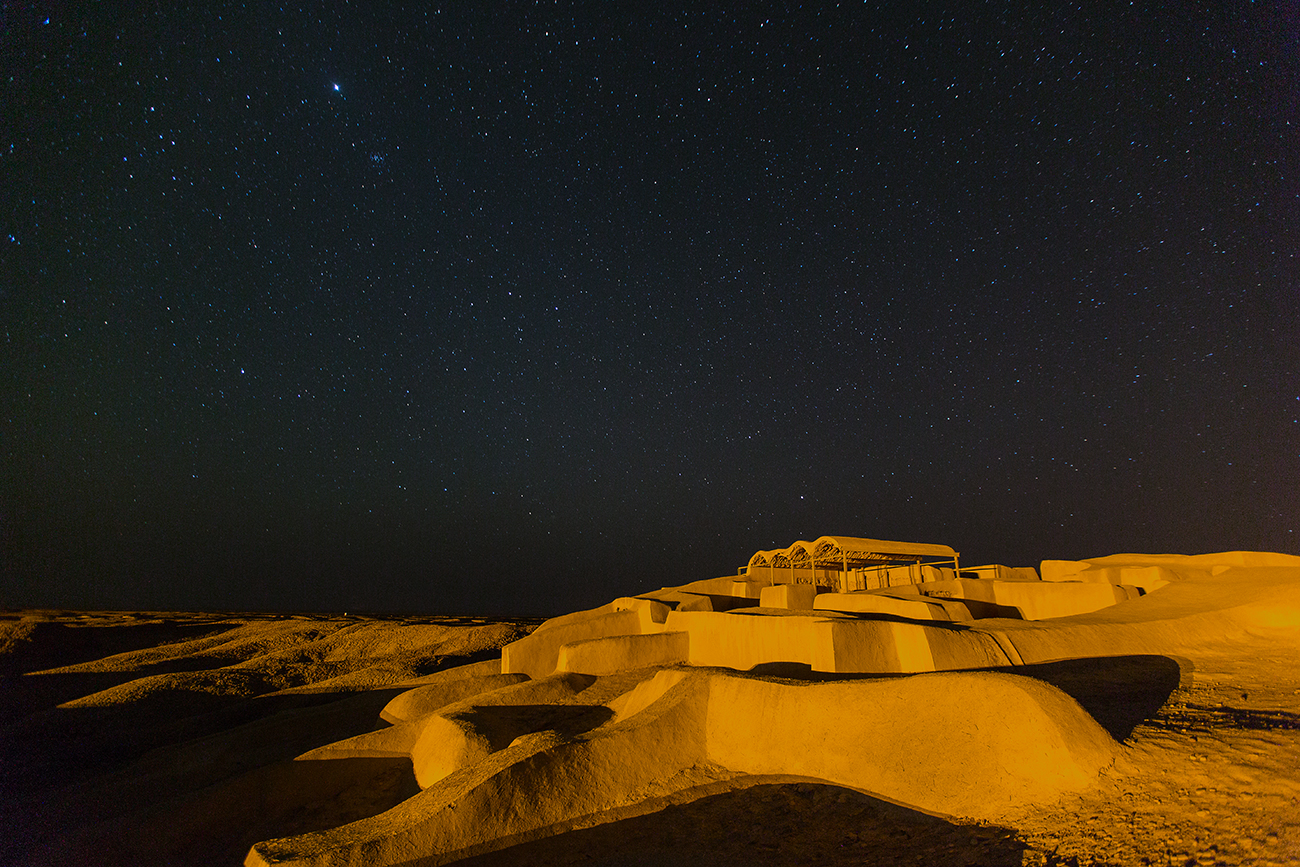
نمایی از تپه باستانی شهر سوخته
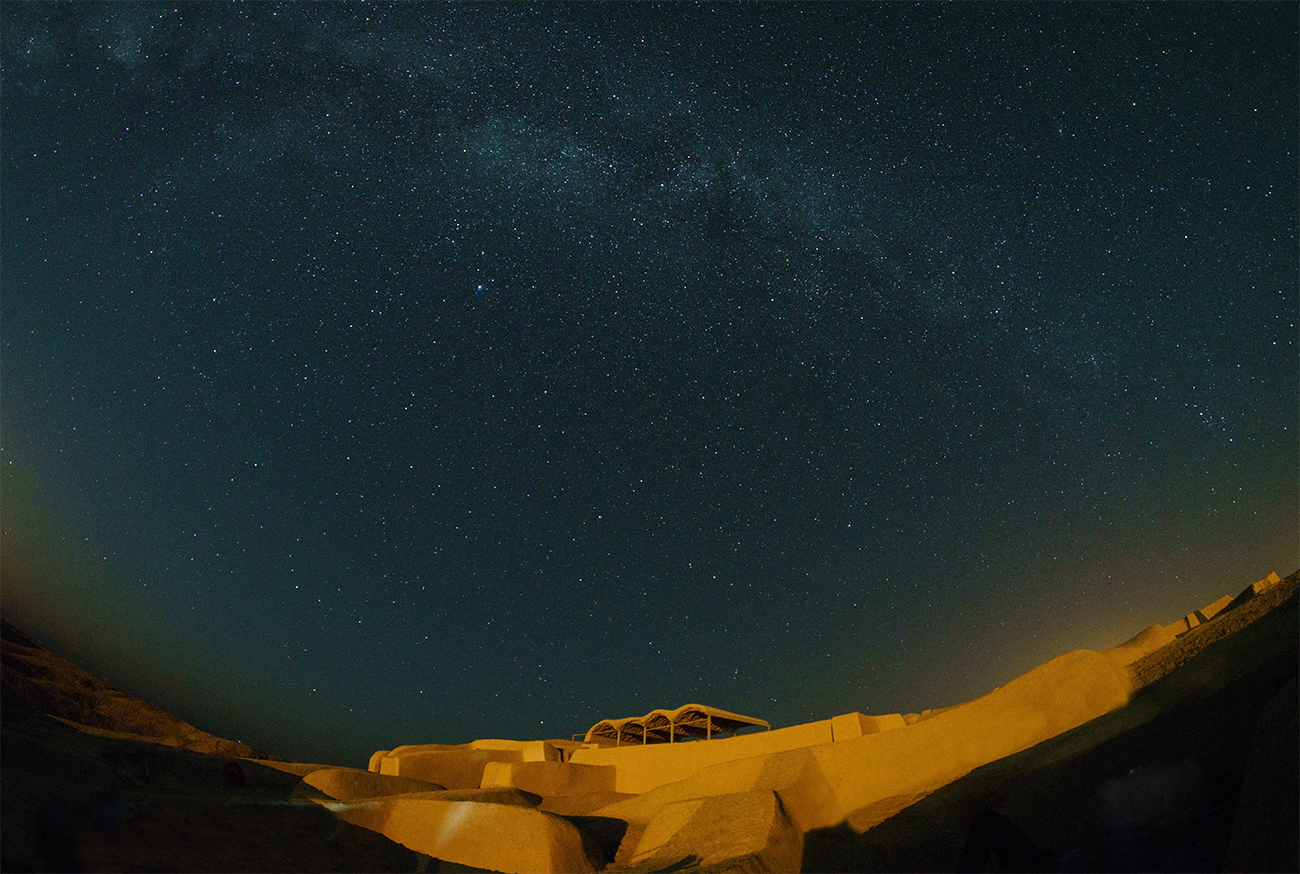
نمایی از تپه باستانی شهر سوخته
خمیرگیر سفالی ۵۰۰۰ ساله از شهر سوختهخمیرگیر سفالی ۵۰۰۰ ساله از شهر سوخته
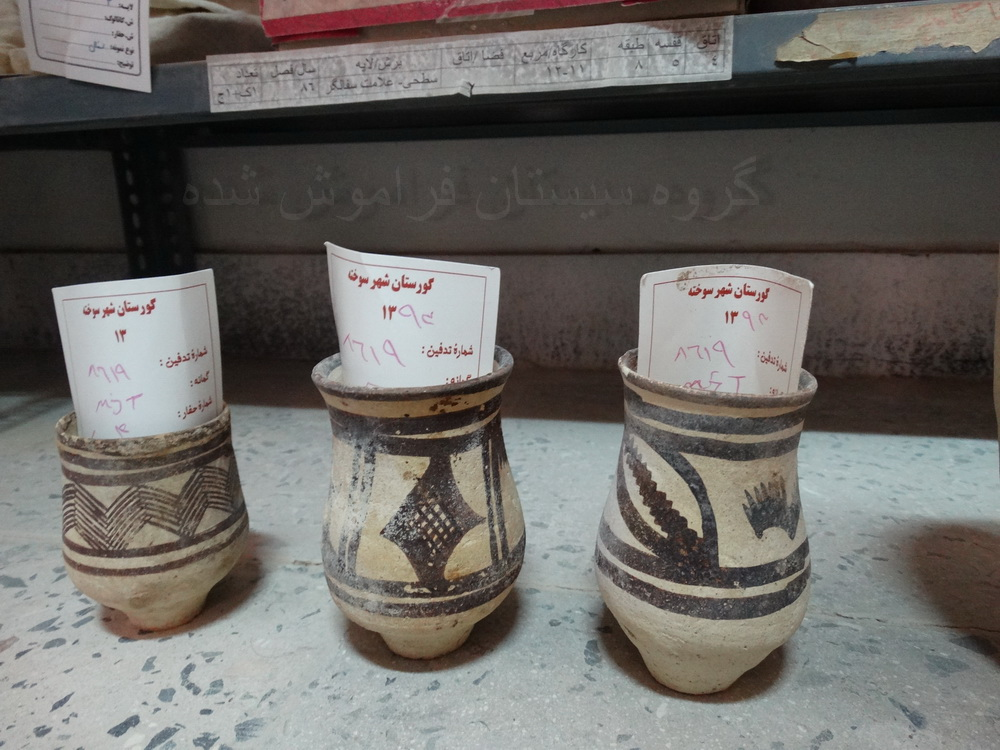
ظروف سفالی کشف‌شده در شهر سوخته
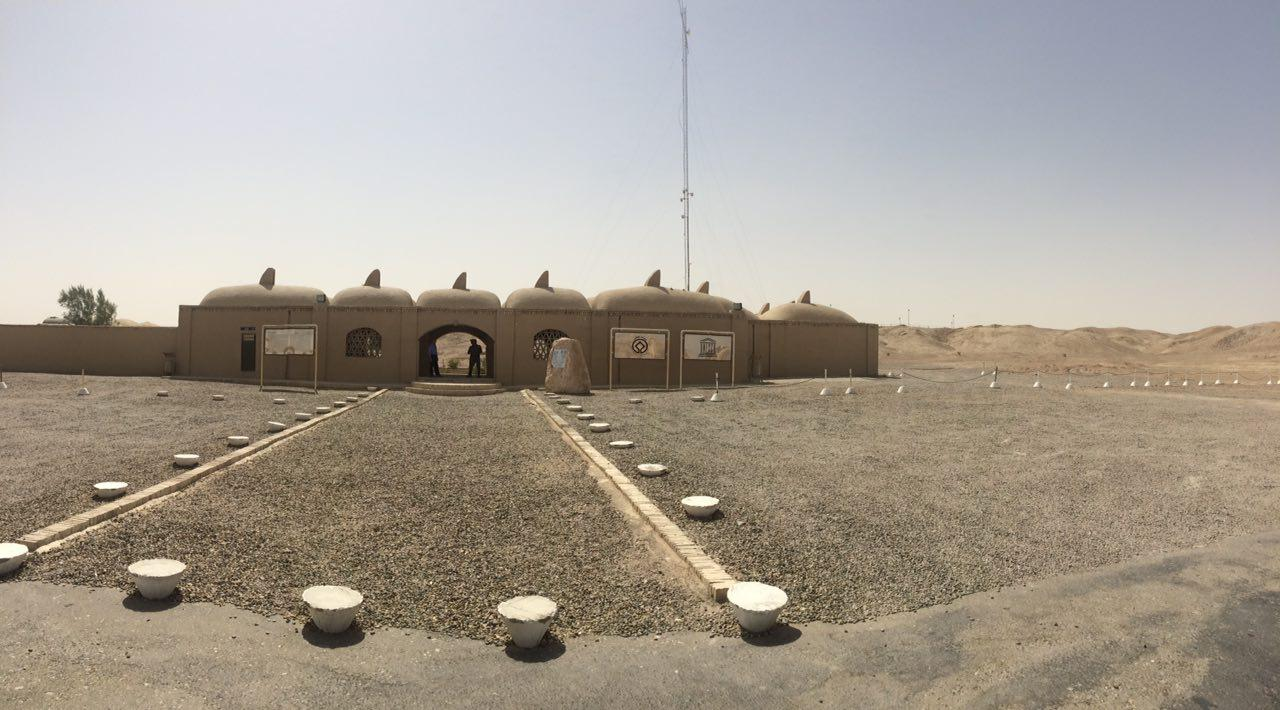
ورودی شهر سوخته
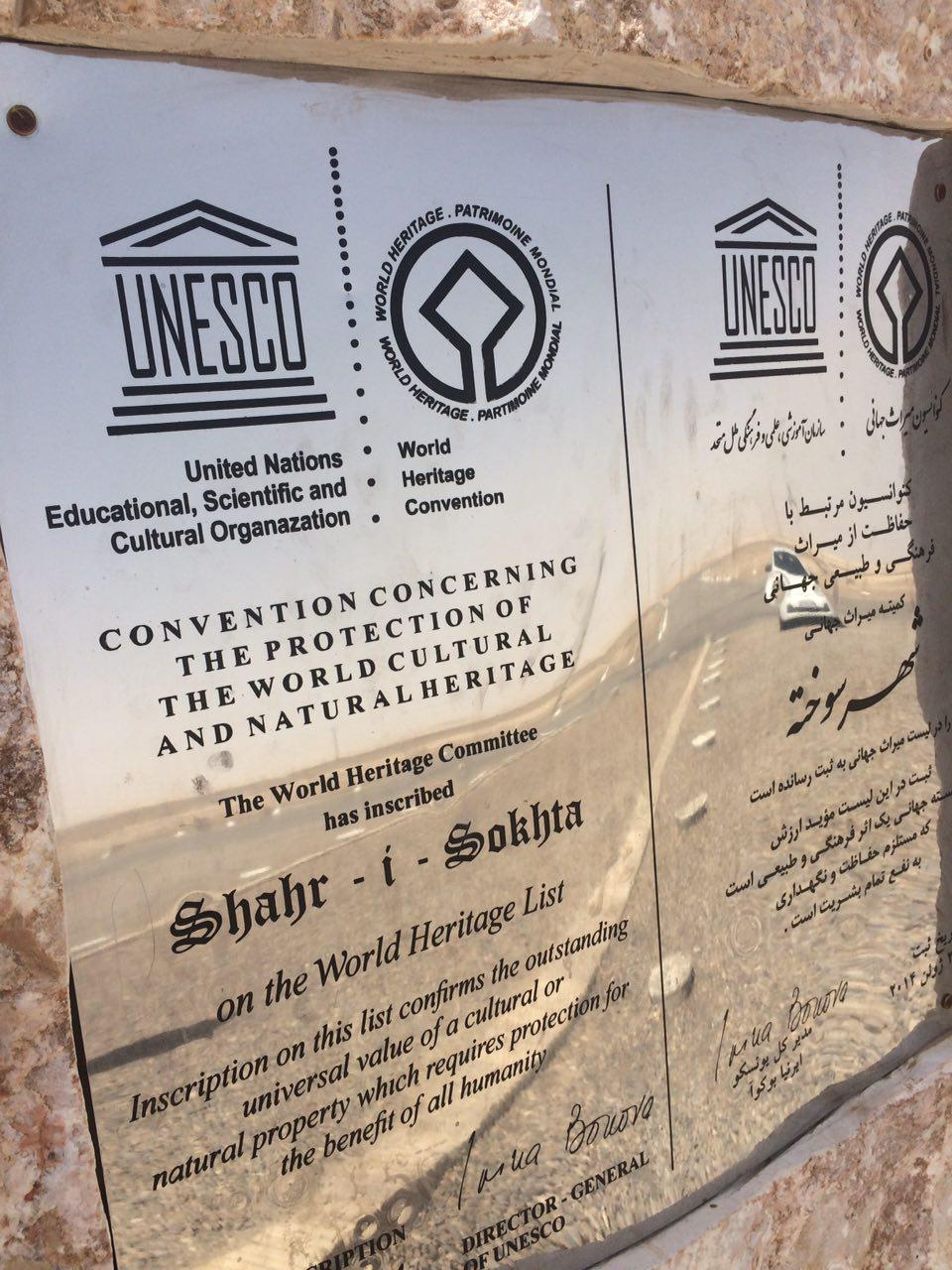
توضیحات شهر سوخته
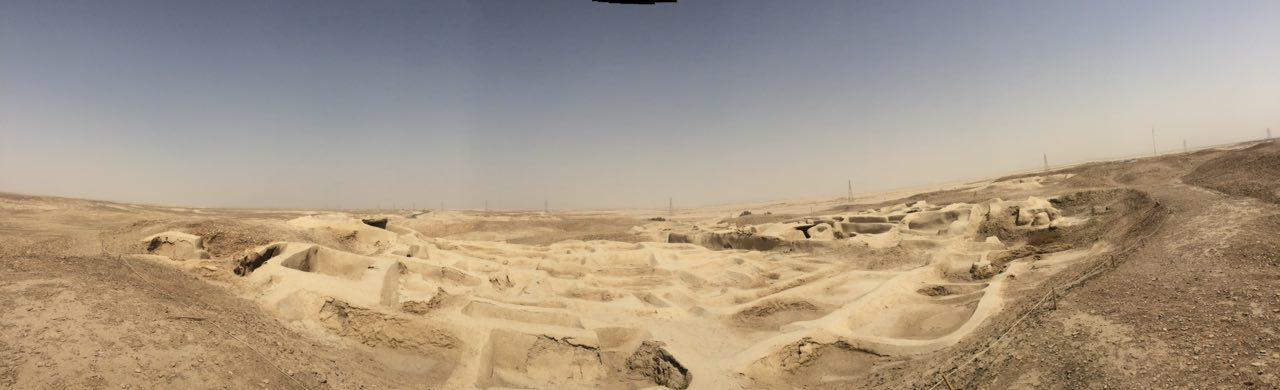
منطقه شرقی مسکونی شهر سوخته
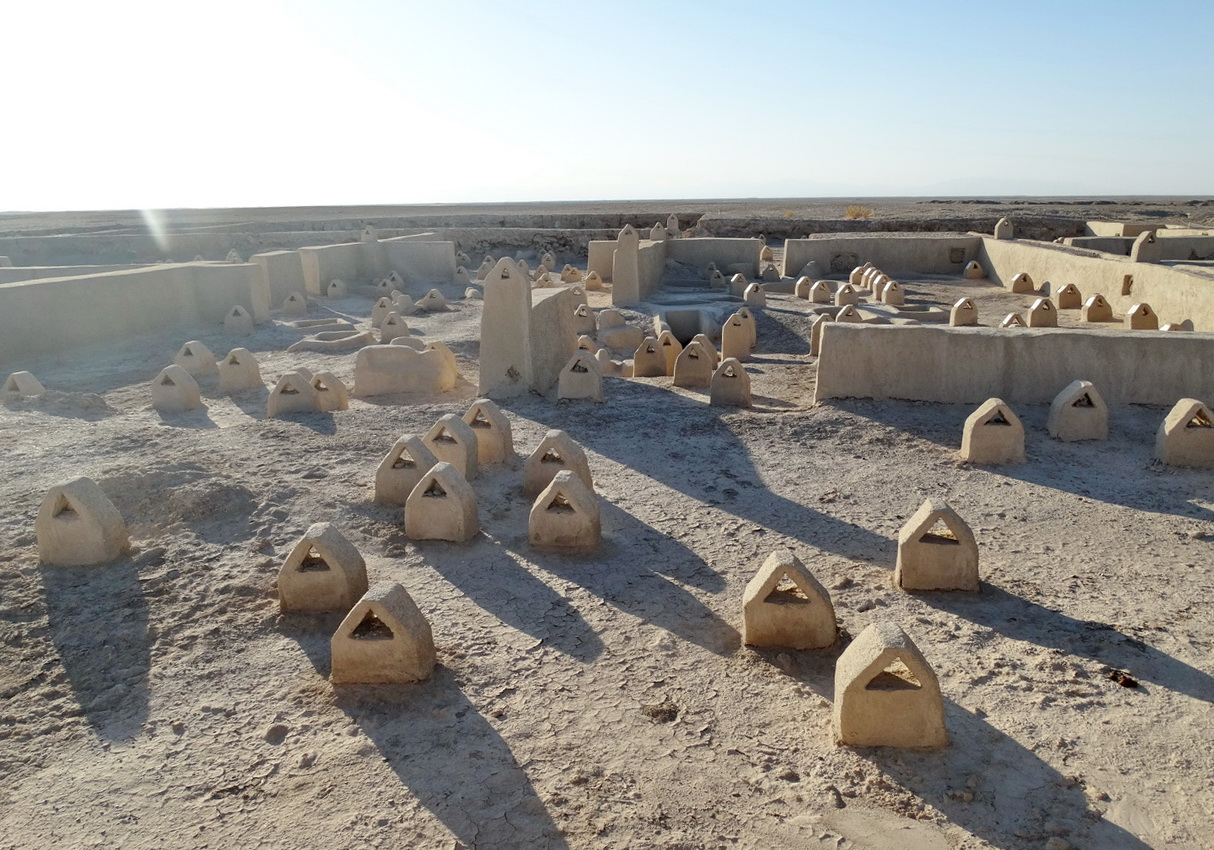
گورستان شهر سوخته
مهر باستانی ۵۰۰۰ ساله از شهر سوختهمهر باستانی ۵۰۰۰ ساله از شهر سوخته